# الثورة الثقافية الإيرانية
كانت الثورة الثقافية (1980–1987) (باللغة الفارسية: انقلاب فرهنگی) الفترة التي تلت الثورة الإيرانية حيث تم تطهير العلوم الأكاديمية من التأثيرات الغربية وغير الإسلامية لتكون موائمة لـ الشيعة. والاسم الرسمي الذي تستخدمه الجمهورية الإسلامية هو «الثورة الثقافية».
كانت الثورة الثقافية تدار من خلال قيادة الثورة الثقافية ثم لاحقًا من خلال المجلس الأعلى للثورة الثقافية، وقامت الثورة أولاً بإغلاق الجامعات لمدة ثلاث سنوات (1980–1983) وبعد إعادة فتحها تم حظر العديد من الكتب وتم تسريح آلاف من الطلاب والمحاضرين من الكليات. ولقد انطوت الثورة الثقافية على استخدام بعض أشكال العنف في السيطرة على الحرم الجامعي في الجامعات المختلفة فقد كانت القوى اليسارية المناهضة لرؤية آية الله الخميني المتعلقة بـ الثيوقراطية هي المسيطرة على التعليم العالي في إيران في ذلك الوقت، ولقد نجحت تلك القوى في مقاومة سيطرة أتباع الخميني على العديد من الجامعات. ولا يعرف عدد الطلاب أو الأساتذة الجامعيين الذين لقوا حتفهم.
لم تكن عملية تطهير نظام التعليم من المؤثرات الخارجية لتمر دون تضحيات. فبالإضافة إلى إيقاف التعليم والحياة المهنية للعديدين وتوجيه «ضربة قاسية للحياة والإنجازات الثقافية والفكرية في إيران», فقد ساهمت تلك الثورة في هجرة العديد من المدرسين والتكنوقراطيين إلى خارج البلاد. ولقد أضعف فقد المهارات الوظيفية ورأس المال حال الاقتصاد الإيراني.

## رجال الدولة والمؤسسون
اشترك العديد من الرموز السياسية ورجال الدين والأكاديميين في الثورة الثقافية ما بين عامي 1980 و1987. وفيما يلي بعض الشخصيات التي عرفت بأنها من المؤيدين الأساسيين لتلك الحركة. فلقد قاموا في فترة قصيرة بإقصاء ما يقرب من 700 أستاذ جامعي من المؤسسات الأكاديمية في إيران في وقت قصير.

الاسم!

| اللقب            |                                        |
| ---------------- | -------------------------------------- |
| روح الله الخميني | المؤسس                                 |
| على خامنئي       | المؤسس ورئيس المجلس                    |
| محمد جواد باهنر  | عضو المجلس                             |
| أحمد أحمدي       | عضو المجلس                             |
| جلال الدين فارسي | عضو المجلس                             |
| مهدي كلشني       | عضو المجلس                             |
| حسن حبيبي        | عضو المجلس                             |
| علي شريعة مداري  | عضو المجلس                             |
| عبد الكريم سروش  |                                        |
| مصطفى معين       | وزير العلوم                            |
| حسن عريفي        | اشترك بشكل كبير في عزل العلماء الطبيين |
| محمد علي نجفي    | وزير العلوم                            |
| أسد الله لاجوردي |                                        |

كان علي خامنئي هو الشخصية الرئيسية وراء توسعة المجلس عام 1983 وتوسعة نطاق نشاطاته. ولقد لقي اقتراحه قبولاً لدى الزعيم الإيراني.

## أسلمة الجامعات
لقد سبق غلق الجامعات هزيمة القوى اليسارية في الحرم الجامعي. ففي 18 من إبريل 1980 بعد صلاة الجمعة، ألقى الخميني خطبةً هجم فيها هجومًا شنيعًا على الجامعات.
We are not afraid of economic sanctions or military intervention. What we are afraid of is Western universities and the training of our youth in the interests of West or East.

ويعتقد أن كلماته كانت «إشارة للهجوم هذا المساء على كلية طهران لتدريب المدرسين» من قبل مؤيديه من حزب الله. ويذكر أن أحد الطلاب قد أُعدم دون محاكمة وذكر مراسل بريطاني أن الحرم الجامعي بات بمثابة ساحة حرب. وفي اليوم التالي فتش أنصار حزب الله مكاتب طلاب التيار اليساري في جامعة شيراز وسلبوها. وكان 300 طالب بحاجة إلى علاج في المستشفيات. ولقد تعرضت الجماعات الطلابية أيضًا في جامعتي مشهد وأصفهان لاعتداءات.”
واستمرت الهجمات حتى 21 إبريل وفي "اليوم التالي في جامعتي أحواز ورشت. ولقد لقي 20 شخصًا حتفهم في المواجهات في تلك الجامعة. ... ولقد تم إغلاق الجامعات سريعًا بعد مواجهات إبريل من أجل أسلمة الجامعات. ولم يتم فتح الجامعات إلا بعد مرور عامين.” 
لقد كان المغزى الأساسي من الحركة هو تطهير الجامعات والنظام التعليمي من المؤثرات الأجنبية. في خطابه الأصلي كتب آية الله الخميني: لنخلص أنفسنا من أي «مذهب أو شخص» ينتمي إلى الشرق والغرب. ولنعتمد على أنفسنا ولا نتوقع أية مساعدات من الغرباء.
بعد إغلاق الجامعات في 21 من يونيو 1980, أصدر الخميني خطابًا ذكر فيه:
The need for Cultural Revolution which is an Islamic issue and demand of the Muslim nation has been recognized for sometimes but so far no effective effort has been made to respond to this need and the Muslim nation and the devoted and faithful students in particular are concerned and are worried of the machinations of plotters, which every now and then become evident and the Muslim nation are worried that God forbidden the opportunity is missed and no positive action is taken and the culture remains the same as the time of the corrupt regime which the acultured officials put these important centers under the disposal of colonialists. Continuation of this disaster which is unfortunately the objective of some the foreign oriented groups would deal a heavy blow to Islamic Revolution and Islamic Republic and any indifference towards this vital issue would be great treason against إسلام and the Islamic country.

نفذت «لجنة أسلمة الجامعات» المهمة بتوفير «مناخ إسلامي» لكل مجال بدءًا من الهندسة ووصولاً إلى الإنسانيات. وقامت قيادة الثورة الثقافية بحذف بعض المواد الدراسية مثل الموسيقى باعتبارها «معرفة تافهة» وتوصلت اللجان «إلى نتائج مشابهة بشأن جميع المجالات في الإنسانيات مثل القانون والعلوم السياسية والاقتصاد وعلم النفس والتعليم وعلم الاجتماع».
عندما أعادت المؤسسات التعليمية فتح أبوابها، استمرت عمليات التطهير على مدار خمس سنوات أخرى مع التركيز بشكل خاص على «أعداء الإسلام». فقد كان يتم مراقبة الطلاب ومن وجد أنه غير ملائم يمنع من الاستمرار في الدراسة.
فعلى سبيل المثال كان على الطلاب في برنامج المدرس في الجامعة "أن يلتزموا بشعائر الإسلام وأن يعلنوا ولاءهم لمذهب الحكم الإسلامي: ولاية الفقيه. وكان على غير المسلمين أن يمتنعوا عن السلوكيات المسيئة للمسلمين، وكانوا يقصون من جميع مجالات الدراسة ما عدا المحاسبة واللغات الأجنبية.” 
أما خارج الجامعات فقد أثرت الثورة الثقافية على بعض الشخصيات الثقافية غير الأكاديمية والعلماء حيث قامت بتشويههم على الملأ وكانت البرامج الإذاعية والتليفزيونية الإيرانية قاصرة في ذلك الوقت على البرامج الدينية والرسمية.

### المؤثرات والتضحيات
لقد وحدت الثورة الثقافية الجامعات اللاهوتية في مدينة «قم» مع الجامعات الحكومية وأحضرت المدرسين العلمانيين إلى قم لفترة من الوقت. ولكن كان لهذا نتيجة غير متوقعة تتمثل في تعرض العديد من الطلاب في مدينة «قم» للفكر الغربي، لذا فقد كان من المحتمل أن تجد «رجال دين ومدرسين للاهوت يعرفون بعضًا من الفلسفة الغربية والفكر الغربي المعاصرين.»
من جوانب الثورة الأخرى أن العديد من المدرسين والتكنوقراط قد غادروا إيران هربًا من الثورة الثقافية. وفي حين حققت الثورة هدفها في تخليص الجامعات من النفوذ الغربي، فقد أدت إلى إضعاف إيران في مجالات مثل العلوم والتقنية الضروريين في عملية التنمية.

## المؤسسات
تم إنشاء قيادة الثورة الثقافية يوم 12 يونيو 1980 وعهد إليها آية الله الخميني مسؤولية ضمان اعتماد السياسة الثقافية في الجامعات على الدين الإسلامي، وأن أساتذة الجامعة المختارين "أكفاء" وملتزمون وأفاقوا من غفلتهم"، كما تتناول القيادة المسائل الأخرى المتعلقة بالثورة الأكاديمية الإسلامية.
واستمر المجلس الأعلى للثورة الثقافية في تنفيذ تلك المهام  في شهر ديسمبر عام 1984. ويوصف المجلس بأنه «أعلى جهاز لصناعة السياسات واتخاذ القرارات المتعلقة بالأنشطة الثقافية والتعليمية والبحثية في إطار السياسات العامة للنظام وتعتبر موافقته حتمية». لكن هذا المجلس لم ينص عليه في الدستور ولكنه «تشكل في ظروف خاصة لم تكن سائدة في المراحل الأولى من الثورة. واعتمدت شرعية المجلس على المرسوم الصادر يوم 9 ديسمبر 1984 عن مؤسس الجمهورية الإسلامية».
في حقيقة الأمر كان المتوقع من مجموعة السبعة (1980-83) ثم مجموعة السبعة عشرة (1984) التي اتسعت بعد ذلك لتصبح جماعة الستة والثلاثين عام 1999 أن تقوم بوضع السياسات الثقافية في البلاد. حجة الإسلام محمد خاتمي عين كعضو في المجلس الأعلى للثورة الثقافية عام 1996 ثم أصبح رئيس المجلس عام 1997. محمود أحمدي نجاد أصبح رئيس المجلس عام 2005 خلفًا للخاتمي؛ ويشرف على أعمال المجلس آية الله العظمى على خامئني.
نشط المجلس في محاربة الحركة الطلابية في الفترة ما بين عامي 1983 و1989 «فقام بحظر العديد من الكتب وفصل الآلاف من الطلاب والمحاضرين.» وسيطر المجلس على أعمال الجامعة وطلابها من خلال الإشراف على اختيار المتقدمين للجامعة وبالتحكم في تشكيل مؤسسات الجامعة.
لقد نشط المجلس من عام 2001 في المطالبة بسيطرة الدولة على الإنترنت أو فرض عملية تنقية حكومية للإنترنت للحيلولة دون انتشار الإلحاد وتوجيه الإهانات إلى القائد الأعلى لإيران ومعارضة الدستور وخلق حالة من «التشاؤم واليأس بين الشعب بشأن شرعية وفعالية النظام [الإسلامي]» وخطايا أخرى.

## العمل الحالي
استمر المجلس الثقافي في مباشرة عمله لضمان أن يظل التعليم والثقافة في إيران «إسلاميًا» حسب توجيهات الخميني.
كان هناك حديث عام 2006 أن الجامعات «تدعم» «زيادة مستوى هيمنة الدولة على الجماعات الطلابية وأساتذة الجامعات وقد يكون ذلك بمثابة» الثورة الثقافية«الثانية»  ولقد أدى ذلك إلى فصل أو التقاعد الإجباري للعديد من أساتذة الجامعة الكبار وتعيين أساتذة أصغر سنًا يتميزون بالغيرة على الجمهورية الإسلامية.

## الأعضاء
يتشكل المجلس الثقافي من 33 عضوًا، يشغل معظمهم مناصب حكومية أخرى.
| 1. محمود أحمدي نجاد 2. السيد محمود هاشمي شاهرودي 3. غلام علي حداد عادل 4. محمد رضا مخبر دزفولي 5. محمد علي كاينجاد 6. أحمد مسجد جامع 7. جعفر توفيه داربان 8. مسعود بيزشيكان 9. مورتزا حاجي 10. حامد رضا بارادارن شركا 11. سيد عزبة الله زارغامي | 1. سيد مهدي خاموشي 2. محسن قومي 3. على منتظري مغادام 4. منيره نوبخت 5. عبد الله جعفر على جاسبي 6. عماد أفروه 7. علي أبسبور طهراني 8. أوميدفار ميرغايد 9. أحمد جانتي 10. على لاريجاني 11. علي أكبر رشاد | 1. أحمد أحمدي 2. على رضا صدر حسيني 3. [[حسن إبراهيم حبيبي 4. [[علي أكبر ولايتي 5. إيراج فاضل 6. علي شريعة مداري 7. حسن راحيم بور أزغدي 8. مهدي كلشني 9. مير حسين موسوي خامنئي 10. محمد رضا عارف 11. سادغ فازداه |

تم فصل مير حسين موسوي من منصبه كرئيس لأكاديمية الآداب مع نهاية عام 2009.